# Rhinocypha ignipennis
Rhinocypha ignipennis är en trollsländeart som först beskrevs av Selys 1879.  Rhinocypha ignipennis ingår i släktet Rhinocypha och familjen Chlorocyphidae. IUCN kategoriserar arten globalt som livskraftig. Inga underarter finns listade i Catalogue of Life.